# Tshangla (Sprache)
Tshangla (ཚང་ལ Wylie tshang la) ist eine sinotibetische Sprache, die von 140.000 Sprechern in Bhutan – vor allem in den Distrikten Trashigang und Dungsam – gesprochen wird.
Weitere 10.000 Sprecher (Monba) gibt es im angrenzenden Tibet und in Nordost-Indien. Tshangla bildet eine Untereinheit der bodischen Untergruppe der tibetobirmanischen Sprachen, eines der beiden Primärzweige des Sinotibetischen, und ist eng mit den tibetanischen Sprachen verwandt.
Alternative Namen sind Tsangla, Sangla, Shachopka, Cangluo Monpa, Motuo Monpa oder Monba.
Wie fast alle tibetobirmanischen Sprachen hat auch Tshangla die Satzstellung SOV (Subjekt-Objekt-Verb). Das Nomen steht vor seinen Bestimmern wie Genitivattribut, Adjektivattribut und Zahladjektiven. Die Personalpronomina unterscheiden Singular, Plural und Dual. Tshangla ist – wie die meisten anderen bodischen Sprachen – keine Tonsprache.

### Speziell Tshangla
- Erik Andvik: Tshangla. In: Thurgood, 2003.
- Erik Andvik: A Grammar of Tshangla. Brill, Leiden 2010, ISBN 978-90-04-17827-4.

### Tibetobirmanisch
- Christopher I. Beckwith (Hrsg.): Medieval Tibeto-Burman Languages. Brill, Leiden [u. a.] 2002, ISBN 90-04-12424-1.
- Paul K. Benedict: Sino-Tibetan. A Conspectus. University Press, Cambridge 1972, ISBN 0-521-08175-0.
- Scott DeLancey: Sino-Tibetan Languages. In: Bernard Comrie (Hrsg.): The World’s Major Languages. Oxford University Press, New York 1990, ISBN 0-19-520521-9.
- Austin Hale: Research on Tibeto-Burman Languages. Mouton, Berlin [u. a.] 1982, ISBN 90-279-3379-0.
- James A. Matisoff: Handbook of Proto-Tibeto-Burman. University of California Press, Berkeley [u. a.] 2003, ISBN 0-520-09843-9.
- Anju Saxena (Hrsg.): Himalayan Languages. Mouton de Gruyter, Berlin [u. a.] 2004, ISBN 3-11-017841-9.
- Thurgood, Graham & Randy J. LaPolla: The Sino-Tibetan Languages. Routledge, London [u. a.] 2003, ISBN 0-7007-1129-5.
- George van Driem: Languages of the Himalayas. Brill, Leiden [u. a.] 2001, ISBN 90-04-10390-2.